# USS LST-917
O USS LST-917 foi um navio de guerra norte-americano da classe LST que operou durante a Segunda Guerra Mundial.